# ジュニアシニア

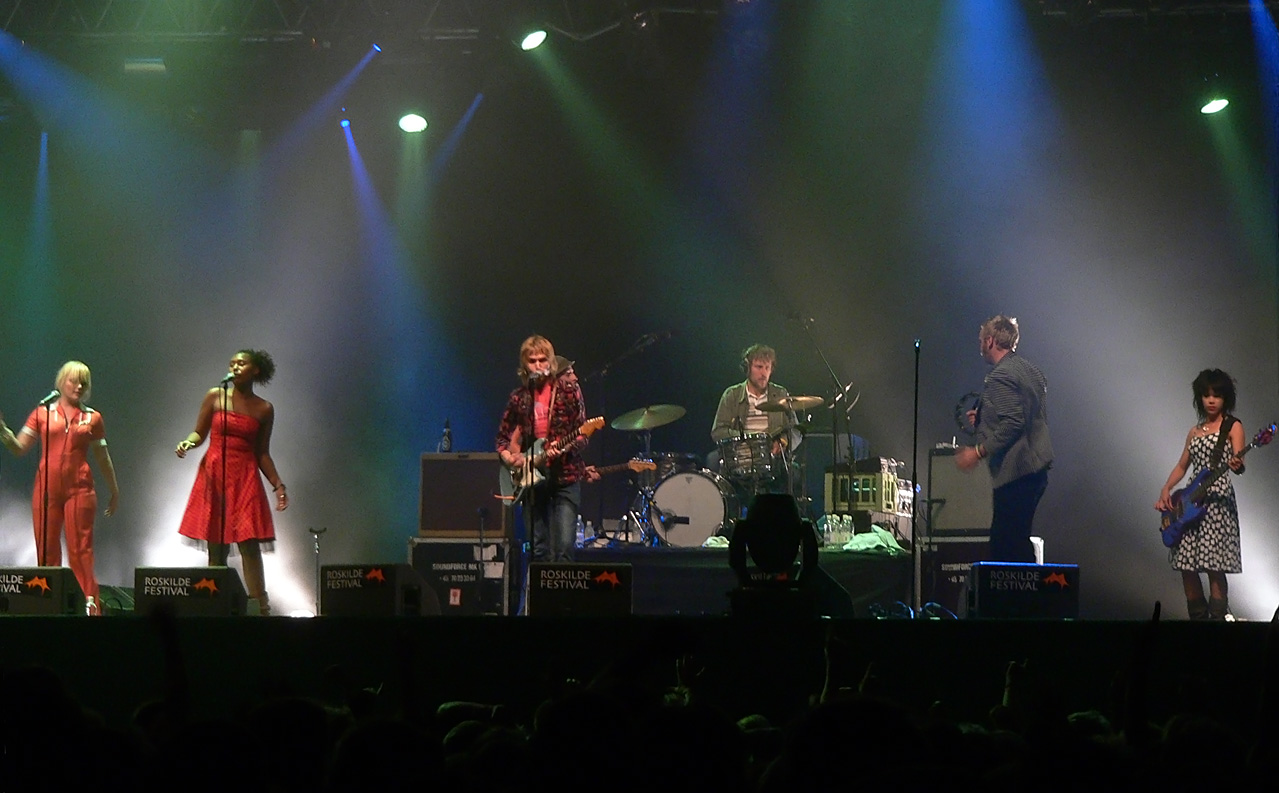
ジュニアシニア

ジュニアシニア(Junior Senior)は、デンマークのヒップホップ、ロックダンスグループ。
1998年に結成。2003年にリリースしたデビューアルバム『en:D-D-Don't Stop the Beat』は世界中でヒットした。アルバム中の『en:Move Your Feet』はPlayStation 2用ゲームソフト『Dance Dance Revolution』などで、『Rhythm Bandits』はPlayStation 2用ゲームソフト『FIFA2004』でも使用された。2008年に解散。

## メンバー
- Jesper Mortensen (Junior)
- Jeppe Laursen (Senior)

## ディスコグラフィ
- 2003年 D-D-Don't Stop the Beat
- 2005年 Hey Hey My My Yo Yo
- 2009年 SAY HELLO,WAVE GOODBYE
- 2009年 WE LOVE JRSR〜Best Selection〜